# Сарайки (Южно-Курземский край)
Сарайки (латыш. Saraiķi) — населённый пункт в Южно-Курземском крае Латвии. Входит в состав Вергальской волости. Находится у побережья Балтийского моря.
По данным на 2017 год, в населённом пункте проживало 245 человек. Есть библиотека, лютеранская церковь.

## История
В советское время населённый пункт входил в состав Вергальского сельсовета Лиепайского района. В селе располагалась центральная усадьба колхоза «Копдарбс».